# Marcusenius moorii
Marcusenius moori es una especie de pez elefante eléctrico en la familia Mormyridae presente en la cuenca del Río Congo. Es nativo de Angola, Camerún, Gabón y la República Democrática del Congo; puede alcanzar un tamaño aproximado de 214 mm.
Respecto al estado de conservación, se puede indicar que de acuerdo a la IUCN, esta especie puede catalogarse en la categoría «preocupación menor (LC)».